# Joaquim Tavares de Melo Barreto
Joaquim Tavares de Melo Barreto (22 de maio de 1840 — 10 de junho de 1917) foi advogado, político e servidor público brasileiro.

## Biografia
Nasceu no município de Goiana, Pernambuco, no engenho Diamante, propriedade de seus progenitores, Ana Joaquina de Jesus Barreto e o capitão José Tavares de Melo.
Formado pela Faculdade de Direito de Recife em 1862, ainda muito jovem filiou-se ao Partido Liberal, vindo a ser seu chefe em Goiana e, posteriormente, em todo aquele distrito eleitoral. Em 1866, foi eleito deputado à Assembleia Provincial e, em 1878, deputado à Assembleia Geral, sendo consecutivamente reeleito até 1885.
Encerrada a sessão legislativa do ano de 1882, foi nomeado pelo ministério do Marquês de Paranaguá presidente da província de Alagoas, por carta imperial de 29 de outubro de 1882, cuja administração exerceu de  11 de dezembro de 1882 a 25 de agosto de 1883, tendo sido pelo governo imperial, em reconhecimento dos serviços ali prestados, condecorado com o título de comendador da Ordem da Rosa. Em 1889, foi novamente eleito deputado geral, sendo então dissolvida a assembleia legislativa pelo golpe de 15 de novembro, de que resultou a Proclamação da República.
No regime republicano, teve atuação destacada na revolta que rebenetou em Pernambuco, em 18 de dezembro de 1891, contra o golpe de estado de Deodoro da Fonseca. Por essa ocasião, Barreto foi nomeado chefe de polícia da Junta Governativa, cargo em que permaneceu até o governo de Barbosa Lima. Em seguida, o então Ministro da Fazenda, Rodrigues Alves, confiou-lhe o cargo de fiscal do Banco Emissor de Pernambuco. Logo em seguida, foi eleito senador estadual, cargo que deixou para exercer o de diretor da Faculdade de Direito de Recife, com o qual quis distingui-lo o governo de Prudente de Morais. Neste posto, Barreto se manteve por 14 anos, o mandato mais longo até então, tendo que deixá-lo por força da reforma do ensino promovida pela Lei Rivadávia Correia, que só aos membros das respectivas congregações permite a direção dos estabelecimentos de ensino superior.
Concomitante à sua atividade pública, exerceu a advocacia e contribuiu para com a imprensa tratando de questões jurídicas. Exerceu, por último, o cargo de delegado fiscal junto ao Ginásio Pernambucano quando de sua morte, aos 77 anos, vítima de apoplexia.
Era casado com Margarida de Gouveia Tavares Barreto, com quem teve filhos, dentre os quais, destaca-se Otávio Hamilton Tavares Barreto, que também seguiu carreira política.